# Ingjald Ogvaldsson
Ingjald (Augnvald) Ogvaldsson (n. 575 – m. 620), fue un caudillo vikingo, rey de Rogaland, hijo de Augvald y padre de Jösur de Rogaland.